# Heterocola similis
Heterocola similis är en stekelart som beskrevs av Horstmann 1971. Heterocola similis ingår i släktet Heterocola och familjen brokparasitsteklar. Inga underarter finns listade i Catalogue of Life.